# Марко Менгони
Марко Менгони е италиански певец. Добива популярност, след като печели третото издание на италианския „Екс Фактор“.
През 2013 година е победител в 63-тия музикален фестивал „Санремо“ с песента „L'essenziale“. Впоследствие след вътрешно гласуване е избран да представя Италия на „Евровизия 2013“ в Малмьо, където изпълнява същата песен, класирайки се седми. „L'essenziale“ е и пилотният сингъл от албума „#prontoacorrere“.

## Дискография

### Студийни албуми
- 2011 – Solo 2.0
- 2013 – Pronto a correre
- 2015 – Parole in circolo
- 2015 – Le cose che non ho
- 2018 – Atlantico
- 2021 – Materia (Terra)
- 2022 – Materia (Pelle)
- 2023 – Materia (Prisma)

### Концертни албуми
- 2010 – Re matto live
- 2016 – Marco Mengoni Live
- 2019 – Atlantico Soundcheck
- 2019 – Atlantico / On Tour